# Bernard Miyet
Vous pouvez aider à l'améliorer ou bien discuter des problèmes sur sa page de discussion.
- Il ne s’appuie pas, ou pas assez, sur des sources secondaires ou tertiaires. (Marqué depuis avril 2013)
- Sa forme n’est pas encyclopédique et ressemble trop à un curriculum vitæ. Modifiez le texte pour aider à le transformer en article neutre. (Marqué depuis septembre 2017)

- Archive Wikiwix
- Bing
- Cairn
- DuckDuckGo
- E. Universalis
- Gallica
- Google
- G. Books
- G. News
- G. Scholar
- Persée
- Qwant
- (zh) Baidu
- (ru) Yandex
- (wd) trouver des œuvres sur Wikidata

Bernard Miyet, né le 16 décembre 1946 à Bourg-de-Péage, est un diplomate français.

## Biographie
Après l’élection de François Mitterrand à la présidence de la République en mai 1981, il est nommé directeur du cabinet du ministre de la Communication, Georges Fillioud, ancien député-maire de Romans-sur-Isère, dont il est proche du fait de ses origines drômoises.
En 1983, il remplace Michel Caste comme président-directeur général de la Société financière de radiodiffusion (SOFIRAD), holding gérant les participations financières de l’État dans les groupes Radio Monte Carlo, Europe 1, Télé Monte Carlo, Sud Radio, Radio Caraïbes international, Africa no 1, Médi 1. Il démissionne en décembre 1984.
En janvier 1985, il est recruté comme Conseiller personnel du Président de Schlumberger Ltd, Jean Riboud, qui lui confie la responsabilité de créer la première chaîne de télévision commerciale après l'annonce gouvernementale ouvrant la possibilité de créer des chaînes de télévision privées. Il sera le chef du projet de création de La Cinq dont il refusera de prendre la direction générale préférant réintégrer le Corps diplomatique au printemps 1986.
En 1989, en tant que Directeur général adjoint des Relations culturelles et Directeur de la Communication du ministère des Affaires étrangères. Il est parallèlement chargé de lancer le projet européen Eurêka audiovisuel, dont il deviendra le premier Président du Comité européen de coordination, ainsi que d'organiser les Premières Assises européennes de l'Audiovisuel.
En juin 1993, les ministres de la Culture, Jacques Toubon, et de la Communication, Alain Carignon, lui demandent de prendre en charge la négociation sur l’« exception culturelle » dans le cadre des négociations commerciales internationales du GATT.
Le Conseil supérieur de l'audiovisuel le nomme en avril 2012,à titre de personnalité qualifiée, membre du Conseil d'administration de la société nationale de programme "France Médias Monde" dont il assure également la présidence du Comité d'audit à partir de décembre 2014 et jusqu'en avril 2022.

### Affaires étrangères
La plus grande partie de sa carrière diplomatique a été consacrée à la diplomatie multilatérale, ayant débuté comme Secrétaire des Affaires étrangères à la Direction des Nations unies et des Organisations internationales du ministère des Affaires étrangères en juin 1976. Il rejoint l'Ambassardeur Stéphane Hessel en 1979 comme Deuxième Conseiller à la Mission permanente de la France auprès de l'Office des Nations unies et des Organisations internationales à Genève jusqu'en 1981.
Après cinq années passées dans le secteur de la communication, Bernard Miyet réintègre son corps d’origine en avril 1986 en tant que consul général de France à Los Angeles.
En 1989, Il est nommé Directeur général adjoint des relations culturelles, scientifiques et techniques, Directeur de la communication au ministère des Affaires étrangères (1989-1991).
Il occupera ensuite trois postes d'Ambassadeur de 1991 à 1996, successivement comme Représentant permanent de la France auprès de l'Office des Nations unies et des Organisations internationales à Genève, Ambassadeur itinérant chargé des négociations commerciales multilatérales du GATT dans le secteur audiovisuel, enfin de Représentant permanent de la France auprès de l’Organisation pour la sécurité et la coopération en Europe (OSCE) à Vienne.
En 2006, il est nommé membre du Conseil des Affaires étrangères à titre de personnalité qualifiée.
Il est par ailleurs membre du Collegium international, ONG coprésidée par Michel Rocard et Milan Kučan (ancien président de la république de Slovénie) et dont sont également membres Stéphane Hessel, Edgar Morin, Peter Sloterdijk, Ruth Dreyfus, René Passet, Michael Doyle.

### ONU
En janvier 1997, il succède à Kofi Annan, élu Secrétaire général des Nations unies, au poste de Secrétaire général-adjoint chargé du Département des opérations de maintien de la paix, poste qu’il occupe jusqu’en octobre 2000. À ce titre, il dirige toutes les missions de l’ONU où sont déployés des Casques Bleus et notamment chargé de la conception, de l’organisation et de la direction de nouvelles missions importantes en République centrafricaine, Sierra Leone, république démocratique du Congo (RDC, ex-Zaïre) ainsi qu’au Kosovo et au Timor oriental.
En janvier 2013, il est élu Président de l’Association Française pour les Nations unies (AFNU) où il succède à l’Ambassadeur André Lewin.

### Culture
Le 5 octobre 2000, il entre à la Sacem comme Vice-président du directoire, puis il est élu, Président du directoire à compter du 1er février 2001, poste auquel il sera réélu à trois reprises jusqu'à fin juin 2012.
Vice-président de la Coalition française pour la diversité culturelle élu en janvier 2004, il est membre d’honneur du conseil d’administration depuis avril 2013.
D’avril 2005 à avril 2012, il est Président du GESAC (Groupement européen des sociétés d'auteurs et compositeurs).
Il a par ailleurs été administrateur et trésorier de la Cité internationale des arts de 2011 à 2017.

## Liens
- Ressource relative à plusieurs domaines :   - Radio France
- Notices d'autorité :   - VIAF
  - ISNI
  - BnF (données)
  - IdRef